# فيجاي براكاش
فيجاي براكاش (بالهندية: नगरोब जीोकोेप؛ بالإنجليزية: Vijay Prakash) هو مغني وملحن هندي، ولد في 21 فبراير 1976 في ميسور في الهند.

## وصلات خارجية
- فيجاي براكاش على موقع IMDb (الإنجليزية)
- فيجاي براكاش على موقع ميوزك برينز (الإنجليزية)
- فيجاي براكاش على موقع ديسكوغز (الإنجليزية)
- فيجاي براكاش على موقع قاعدة بيانات الفيلم (الإنجليزية)